# Jednostopowiec
Jednostopowiec – wers, będący jedną stopą metryczną. Jednostopowce występują z reguły w przeplocie z innymi formatami.
Angielski poeta Robert Herrick jednostopowcem jambicznym (dwuzgłoskowcem) napisał wiersz „Upon his departure hence”:
Thus I
Pass by,
And die :
As one
Unknown
And gone :
I'm made
A shade,
And laid
I' th' grave :
There have
My cave,
Where tell
I dwell.
Farewell.